# Catedral del Sagrado Corazón (Harbin)
La Catedral Diocesana del Sagrado Corazón de Jesús de Harbin (en chino: 哈尔滨圣心天主教堂) es un templo de la Iglesia católica en la ciudad de Harbin, provincia de Heilongjiang, China. Pertenece a la administración apostólica de Harbin.

## Historia
Hacia 1900, cuando se construía la línea oriental del ferrocarril, numerosos trabajadores vinieron a Harbin procedentes de tierras lejanas. Entre otros, muchos polacos, casi todos de religión católica. En 1906 comienza la construcción de una iglesia católica, que fue completada y consagrada al año siguiente; se la conocía como "la iglesia católica polaca", o "la iglesia de la Avenida Dazhi Este".
Con el tiempo, esta iglesia fue pasando sucesivamente bajo las jurisdicciones diocesanas de San Petersburgo, Vladivostok, Pekín y Jilin. Hasta que en 1959 este templo pasa a ser la sede de la diócesis de Heilongjiang.
En 1966, durante la Revolución Cultural, este edificio fue demolido. Finalmente, en 2004 se reconstruye.
Dirección del templo: N.º 211, East Dazhi Avenue, Nangang District, Harbin. Teléfono: 0451-365-3007. En las cercanías hay además un templo protestante (Iglesia Cristiana Nangang de Harbin) y otro ortodoxo (Iglesia de la Intercesión de Harbin).